# Possessió de La Bisbal
Possessió de La Bisbal fou una antiga possessió mallorquina que abastava zones dels actuals termes de Santa Margalida i Maria de la Salut. Apareix documentada en la data més antiga en el segle xv. El seu nom prové del del municipi de la Bisbal d'Empordà, atès que originàriament fou propietat del Bisbat de Girona.
Limitava al nord amb la Síquia Reial, al sud i est amb la possessió de Reboster, i a l'oest amb la possessió de Son Gil. La zona ocupada per les terres de l'antiga possessió és actualment entre els municipis de Santa Margalida i de Maria de la Salut.
En els seus orígens medievals fou propietat del Bisbat de Mallorca; més endavant passà a mans de diversos particulars, mentre mantenia la seva unitat. Durant el segle xvii fou adquirida pels Jurats de Santa Margalida (entitat municipal precursora l'Ajuntament actual), els quals jurats procediren a la seva divisió o establiment, i venda en porcions, a particulars, majoritàriament habitants del municipi.
La possessió de La Bisbal tenia una part de muntanya, sobre l'actual Turó d'en Xeu, al sud-oest (i on es troben les cases de l'antiga possessió), i una zona plana de terres baixes i humides, properes a la Síquia Reial, al nord-est. L'antic camí reial de Muro (actual carretera de Muro a Petra, MA-3521), travessava tota la possessió de nord a sud, marcant el límit entre les terres altes, a l'oest, i les terres baixes, a l'est. El Camí de La Bisbal unia les cases de la possessió i l'antic camí reial de Muro.